# Временная администрация ООН в Восточном Тиморе
Временная администрация Организации Объединённых Наций в Восточном Тиморе (ВАООНВТ) — протекторат Организации Объединённых Наций на территории Восточного Тимора, существовавший с 25 октября 1999 по 20 мая 2002 года, после проведения референдума по самоопределению Восточного Тимора. Временная администрация Восточного Тимора была учреждена в 1999 году согласно резолюции 1272 Совета Безопасности, в её обязанности входило поддержание безопасности и порядка, содействие и координация чрезвычайной помощи восточнотиморцам, содействие восстановлению инфраструктуры, управление Восточным Тимором и создание структур для устойчивого управления и верховенства права, помощь в разработке новой конституции и проведении выборов. Временный администратор — Сержиу Виейра ди Меллу. Специальный представитель Генерального секретаря по Восточному Тимору — генерал-лейтенант Хайме де лос Сантос, Верховный главнокомандующий Вооружёнными силами Организации Объединённых Наций по поддержанию мира.

## Временные администрации

### Первоначальные административные структуры
Национальный консультативный совет, созданный в декабре 1999 года по решению ВАООНВТ, служил в качестве форума для восточнотиморских политических и общественных лидеров, чтобы «проконсультировать» Временную администрацию. В состав Совета входили одиннадцать местных политиков и четыре международных. Была также создана временная комиссия судебной службы для обеспечения представительства восточнотиморских лидеров в решениях, касающихся судебной власти в Восточном Тиморе. Комиссия также состояла из трёх тиморских представителей и двух международных экспертов. Безопасность первоначально обеспечивалась Международными силами (ИНТЕРФЕТ), но впоследствии (в феврале 2000 года) они были дополнены Миротворческими силами ВАООНВТ. Гражданские полицейские силы Организации Объединённых Наций поддерживали правопорядок до тех пор, пока в апреле 2000 года не была создана Полиция Восточного Тимора.

### Первая переходная администрация
В июле 2000 года членский состав Национального консультативного совета, переименованного в «Национальный совет», был расширен до 36 человека, включая по одному представителю от каждого из 13 районов Восточного Тимора. Все члены были теперь тиморцами, представлявшими основные политические партии и религиозные общины государства; Национальный совет стал законодательным органом и получил право обсуждать любые решения, которые будут приняты ВАООНВТ. В следующем месяце были сформированы КАВР, Переходный кабинет Восточного Тимора, в который вошли четыре тиморских и четыре международных члена, Генеральная прокуратура, а также система районных и апелляционных судов. В сентябре 2000 года переходный кабинет одобряет создание Вооружённых сил Восточного Тимора, официально сформированных только к февралю следующего года.
За этот период был завершён процесс регистрации избирателей, была проведена подготовка к выборам в Учредительное собрание, которое должно было подготовить государство к получению независимости, ожидаемой в 2002 году.

### Вторая переходная администрация
Выборы в Учредительное собрание (Конституционную Ассамблею) из 88 членов состоялись 30 августа 2001 года, в годовщину референдума об автономии, в результате которого партия ФРЕТЕЛИН получила большинство мест. В следующем месяце Ассамблея назначила переходный Совет министров, состоявший из 24 членов во главе с Мари Алькатири.
В марте 2002 года Учредительное собрание завершило работу над проектом конституции. В апреле состоялись выборы, на которых Шанана Гужман был избран президентом будущего независимого Восточного Тимора, а 20 мая 2002 года была провозглашена независимость, и Временная администрация распущена. Тем не менее, Миротворческие силы остались на острове в рамках миссии по поддержке.

## Страны-участники
Командование миротворческими силами осуществляла Австралия, которая предоставила самый большой контингент и базу для военных операций, при поддержке Новой Зеландии, которая предоставила соответственно второй по численности контингент. 
Миротворческие силы состояли также из подразделений Бразилии, Великобритании, Дании, Ирландии, Италии, Канады, Кении, Малайзии, Португалии, Сингапура, Таиланда, Фиджи, Филиппин, Франции, Швеции, Южной Кореи и Японии. США направили контингент полиции для службы в Международной полиции.
По официальным данным ООН, погибли 26 сотрудников миротворческой миссии ООН (16 иностранных военнослужащих из миротворческих сил ООН, один военный наблюдатель, 2 полицейских, 1 иностранный гражданский специалист и 6 нанятых местных жителей).
Сведений о расходах не имеется.